# Xysticus doriai
Xysticus doriai is een spinnensoort uit de familie van de krabspinnen (Thomisidae).
De wetenschappelijke naam van de soort werd in 1922 als Psammitis doriai gepubliceerd door Raymond Comte de Dalmas.